# Syrreal Entertainment
Die Syrreal Entertainment GmbH ist eine Filmproduktionsfirma, die im Jahr 2008 von dem Regisseur Christian Alvart gegründet wurde.
Syrreal Entertainment war das ausführende Produktionsunternehmen bei Kinoproduktionen wie Banklady und Halbe Brüder und dem Kinotatort Tschiller: Off Duty mit Til Schweiger. Die Verfilmung des Romans Abgeschnitten ist eine Ko-Produktion von Warner Bros., Ziegler Film und Syrreal Entertainment. Das Unternehmen produzierte im Auftrag von Netflix die Serie Dogs of Berlin, die seit dem 7. Dezember 2018 als Video-on-demand abrufbar ist. Außerdem produzierte sie diverse Tatort-Episoden und gemeinsam mit dem ZDF die Katastrophenserie Sløborn.

## Filmografie (Auswahl)
- 2013: Banklady
- 2015: Halbe Brüder
- 2016: Tatort: Fegefeuer
- 2016: Tatort: Der große Schmerz
- 2016: Tschiller: Off Duty
- 2016: S.U.M.1
- 2017: Leanders letzte Reise
- 2018: Steig.Nicht.Aus!
- 2018: Abgeschnitten
- 2018: Dogs of Berlin (Fernsehserie)
- 2019: Freies Land
- seit 2020: Sløborn (Fernsehserie)
- 2024: Oderbruch (Fernsehserie)

## Auszeichnungen und Nominierungen
- 2014: Preisträger des Publikumspreis auf dem Audi Festival of German Films Australien für Banklady
- 2018: Preisträger des Audience Award in der Kategorie Prix du public longts auf dem Mamers en Mars Festival für Leanders letzte Reise
- 2018: Preisträger des Audience Award in der Kategorie Best Narrative Feature Premiere auf dem Berlin & Beyond Film Festival in San Francisco für Leanders letzte Reise
- 2018: Nominierung für den Jupiter Award in der Kategorie Beste Serie Dogs of Berlin
- 2020: Nominierung für den Deutschen Filmpreis in der Kategorie Bestes Szenenbild und Bestes Kostümbild  für Freies Land